# Epic Comics
Epic Comics (también conocida como Epic Comics Group) fue un sello editorial de Marvel Comics dedicado a historietas propiedad de los creadores iniciado en 1982 que duró hasta 1996 y revivió brevemente a pequeña escala a mediados de la década de 2000.

## Historia
Epic Comics fue lanzado en 1982 por el editor en jefe Jim Shooter como resultado del éxito de la revista Epic Illustrated. Coeditado por Al Milgrom y Archie Goodwin, este sello permitió a los creadores conservar el control y la propiedad de sus creaciones así como publicar contenido sin ser aprobado por el Comics Code Authrity. Los títulos de Epic se imprimían en papel de mayor calidad que los demás cómics de Marvel y solo estaban disponibles en el mercado directo.
El primer proyecto fue Dreadstar, una space opera del escritor y artista Jim Starlin, publicada en noviembre de 1982. Dreadstar había aparecido por primera vez en la revista Epic Illustrated en el número 3. Los títulos posteriores incluyeron Coyote de Steve Englehart; Alien Legion, una serie de guerra ambientada en el espacio exterior, creada por Carl Potts pero escrita por otros; Starstruck, una farsa satírica de space opera sobre luchadoras por la libertad femenina de Elaine Lee y Michael Wm. Kaluta; Six from Sirius, un título de ciencia ficción del escritor Doug Moench y el artista Paul Gulacy; Sisterhood of Steel, una saga de mujeres guerreras de élite de Christy Marx y Mike Vosburg; y Void Indigo, un título polémico escrito por Steve Gerber.
La línea se ramificó más tarde con ficción histórica (Black Dragon), comentario social (The One, Marshal Law), humor (Groo) y fantasía (Moonshadow, Elfquest). Sin embargo, las ventas iniciales fueron decepcionantes, así que para darle un impulso a la línea, el popular escritor-artista de Marvel Frank Miller y el artista Bill Sienkiewicz fueron comisionados para desarrollar Elektra: Assassin, que presenta a la asesina ninja del cómic Daredevil.
Aunque Epic estaba destinado a ser principalmente una línea de propiedad de los creadores, Elektra: Assassin se convirtió en el primer título con personajes de Marvel publicados por el sello. Otros incluyeron Meltdown, una miniserie pintada con Havok y Wolverine de los X-Men; Iron Man: Crash; una resucitada Tumba de Drácula; y la miniserie Silver Surfer: Parábola, que trata de temas mesiánicos, escrita por Stan Lee con arte del narrador de cómics francés Mœbius. A continuación, Marvel encargó al escritor y editor de Marvel Archie Goodwin que creara personajes originales para una línea de superhéroes para lectores maduros para Epic Comics. Esto tomó la forma de The Shadowline Saga, una historia que abarca cuatro títulos diferentes en 1987.
Epic también fue notable como uno de los primeros editores de cómics estadounidenses en lanzar material producido originalmente en otros países, como las novelas gráficas de Moebius Airtight Garage, El Incal y Blueberry, publicadas aquí en traducciones al inglés por Jean-Marc Lofficier y Randy Lofficier. Epic también publicó el clásico de manga Akira de Katsuhiro Otomo, con traducciones de Mary Jo Duffy y colores de Steve Oliff.
Además, Epic, ahora editada por Potts, licenciaba una variedad de material literario, el más conocido de los cuales eran las novelas y cuentos de Clive Barker, incluyendo Hellraiser, Nightbreed y Weaveworld. Otras obras adaptadas incluyen Tekworld, de William Shatner, las antologías Wild Cards y Neuromante, de William Gibson.

### 1990s
Durante esta década, Epic publicó la miniserie en cuatro partes Atomic Age, una historia de ciencia ficción al estilo de los años 1950, reimaginada desde una perspectiva contemporánea por el escritor Frank Lovece y los artistas Mike Okamoto y Al Williamson, los dos últimos ganaron el Russ Manning Award y el Premio Eisner, respectivamente, y sacaron la línea de Heavy Hitters orientada a la acción con material de Peter David (Sachs y Violens), Howard Chaykin (Midnight Men), Gerard Jones (The Trouble with Girls), Joe Kubert (Abraham Stone), Ron Lim (Dragon Lines), y Steve Purcell (Sam & Max). Sin embargo, una posterior caída en las ventas de cómics llevó a Marvel a poner fin a Epic en 1994. A finales de 1995, la línea fue devuelta temporalmente para completar la reimpresión del manga Akira. Epic terminó de nuevo cuando esa serie se completó a principios de 1996.

### La resurrección del 2000
En 2003, Epic fue restaurada con dos objetivos declarados: buscar nuevos proyectos de propiedad de los creadores y ofrecer a los nuevos talentos la oportunidad de trabajar en propiedades menos conocidas de Marvel. Los editores de Marvel se pusieron en contacto con columnistas de la industria, como Cleveland Plain Dealer y el columnista de Newsarama Michael San Giacomo, Ryan Scott Ottney, Eric J. Moreels de Comixfan y Jason Henderson, creador de Sword of Dracula, para solicitar nuevos lanzamientos de cómics utilizando las propiedades existentes de Marvel. San Giacomo creó su propio personaje, Phantom Jack. Henderson creó Strange Magic, una historia sobre una desconocida hija del Doctor Strange. Moreels estaba creando un súper equipo con varios personajes de Maravilla Australiana. Se hizo un llamado abierto a la presentación de propuestas, lo que dio lugar a una enorme respuesta y a demoras de meses en la revisión de las propuestas. La opción de enviar lanzamientos propiedad de los creadores fue rápidamente minimizada y luego descontinuada.
El  nuevo Epic recibió una atención considerable con Trouble, una miniserie de Mark Millar que supuestamente retcontaría el mito de Spider-Man revelando detalles de la adolescencia de May Parker y de la madre de Peter, pero aunque todos los personajes principales llevaban nombres que cualquier fan de Spider-Man reconocería, no hubo ninguna revelación explícita de que estuvieran conectados de alguna manera con sus homónimos de l universo Marvel. Otros cómics en la línea, incluyendo un título de Dinamo Carmesí, fueron producidos por talentos menos conocidos, y la línea fue cancelada. También se cancelaron varias solicitudes. Los títulos que estaban en proceso cuando la nueva gerencia de Marvel terminó la línea se consolidaron bajo una sola cubierta con el título de Epic Anthology, que fue cancelado después de la primera edición. San Giacomo pidió que se le devolvieran los derechos de Phantom Jack, y no fue incluido en la antología. La historia fue publicada por Image Comics y regresó en 2007 a través de Atomic Pop Art Enterprises.
Desde 2013, la marca Epic se utiliza para las colecciones Epic Collection de Marvel. El logotipo se encuentra en la contraportada de dichas colecciones.